# Amtsgericht Crone an der Brahe
Das Amtsgericht Crone an der Brahe war ein preußisches Amtsgericht mit Sitz in Crone an der Brahe (Provinz Posen).

## Geschichte
Das königlich preußische Amtsgericht Crone an der Brahe wurde mit Wirkung zum 1. Oktober 1879 als eines von sieben Amtsgerichten im Bezirk des Landgerichtes Bromberg im Bezirk des Oberlandesgerichtes Posen gebildet. Der Sitz des Gerichtes war Crone an der Brahe. Sein Gerichtsbezirk umfasste aus dem Kreis Bromberg den Stadtbezirk Crone an der Brahe und den Polizeidistrikt Crone an der Brahe sowie die Gemeindebezirke Freidorf, Gogolin, Krompiewo, Moritzfelde, Neumannsdorf und Witoldowo und die Gutsbezirke Bachwitz, Hohenfelde, Rohrbeck und Slupowo aus dem Polizeidistrikt Wilhelmsort. Weiterhin umfasste er aus dem Polizeidistrikt Zolondowo die Gemeindebezirke Klaczkowo, Stronnau, Groß-Wudschin, Lindau und Zalesie sowie die Gutsbezirke Hohenhausen, Klahrheim, Ludwigsfelde, Rieciszewo und Oberförsterei Stronnau. Am Gericht bestanden 1880 zwei Richterstellen. Das Amtsgericht war damit ein kleines Amtsgericht im Landgerichtsbezirk. Der Amtsgerichtsbezirk kam aufgrund des Versailler Vertrages 1919 zu Polen, und das Amtsgericht stellte seine Arbeit ein. Im Jahre 1939 wurde Polen deutsch besetzt. Im Rahmen der Neuorganisation der Gerichte in Ostdeutschland und im ehemaligen Polen wurden das Amtsgericht Crone an der Brahe (nun als „Krone“ geschrieben) neu gebildet und erneut dem Landgericht Bromberg zugeordnet.
Im Jahre 1945 wurde der Amtsgerichtsbezirk unter polnische Verwaltung gestellt, und die deutschen Einwohner wurden vertrieben. Damit endete auch die Geschichte des Amtsgerichtes Crone (Krone) an der Brahe.